# Good Girl Gone Bad Live
Good Girl Gone Bad Live es el primer DVD de música y un vídeo en versión Blu-Ray de la cantante Rihanna. Fue lanzado el 13 de junio de 2008 en Europa. El DVD incluye el espectáculo desde el MEN Arena en Mánchester, Inglaterra, filmado durante The Good Girl Gone Bad Tour el 6 de diciembre de 2007. Este DVD fue nominado para uno de los 51 Premios Grammy por Mejor Video Versión Larga musical.

## Lista de canciones
1. "Pon De Replay"
2. "Break It Off"
3. "Let me"
4. "Rehab"
5. "Breakin' Dishes"
6. "Is This Love" (Bob Marley cover)
7. "Kisses Don't Lie"
8. "Scratch"
9. "SOS"
10. "Good Girl Gone Bad"
11. "Hate That I Love You"
12. "Unfaithful"
13. "Sell Me Candy"
14. "Don't Stop the Music"
15. "Push Up On Me"
16. "Shut Up and Drive"
17. "Question Existing"
18. "Umbrella"

### Bonos
1. "Documental" - Este es un documental sobre el viaje de la Good Girl Gone Bad Tour de noviembre a diciembre del 07. Rihanna habla de su ropa, la lista de canciones, la banda y el diseño de escenario.
2. "Video Oculto" - "Umbrella" video casero de la tripulación

## Listas
| Listas                           | Mejor posición | Certificación |
| -------------------------------- | -------------- | ------------- |
| Billboard Top Music Videos       | 6              | Oro           |
| ARIA Australian Top 50 Music DVD | 6              |               |
| Belgium Music-DVD chart          | 2              |               |
| FIMI Italian DVD chart           | 9              | Platino       |